# ホセ・マルティネス・サンチェス
ピッリことホセ・マルティネス・サンチェス（José Martínez Sánchez "Pirri"、1945年3月11日 - ）は、スペイン出身のサッカー選手である。

## 経歴
アフリカ大陸北部のスペインの飛地セウタで生まれる。地元クラブとグラナダを経て、1964年から1980年までレアル・マドリードに在籍した。レアル・マドリードでは、いわゆるイエイエ・マドリード（Yé-yé Madrid）の一員としてリーグ優勝10回、カップ優勝4回、そして1965-66シーズンのチャンピオンズカップで優勝した。1975年のコパ・デル・レイ決勝では、あごを骨折していたにも関わらず試合に出場した。また、アマンシオ・アマロが引退した1976年からはチームのキャプテンも務めた。
スペイン代表としては、1966年から1978年までプレイして41試合16得点を記録。ワールドカップ1966年大会と1978年大会に出場した。
守備的MFとしてキャリアをスタートさせたが、その後DFへとポジションを移した。攻撃的なポジションでプレーしたことはなかったが、キャリアを通して200を超える得点を挙げた。1980年にメキシコのプエブラに移籍して、1982年に引退した。
引退後は医師免許を取得して、レアル・マドリードの医療スタッフに加わった。
2023年7月17日にレアル・マドリードの名誉会長に任命された。

## タイトル
レアル・マドリード
- ラ・リーガ：10回 1965, 1967, 1968, 1969, 1972, 1975, 1976, 1978, 1979, 1980
- コパ・デル・ヘネラリシモ/コパ・デル・レイ：4回 1970, 1974, 1975, 1980
- UEFAチャンピオンズカップ：1回 1966